# Rishonen-Modell
Das Rishonen-Modell (auch Harari–Shupe preon model) (zu hebräisch ראשון rishon, deutsch ‚erstes‘) ist der erste Versuch, ein Präonenmodell zu entwickeln, das Phänomene erklärt, die im Standardmodell der Teilchenphysik auftreten. Es wurde zuerst unabhängig von Haim Harari und von Michael A. Shupe entwickelt und später von Harari und seinem Studenten Nathan Seiberg erweitert.

## Das Modell
Im Rishonen-Modell gibt es zwei fundamentale Fermionen, die Rishonen genannt werden. Rishon bedeutet auf Hebräisch „primär“ oder „ursprünglich“. Diese zwei Rishonen sind das T oder Tohu Rishon mit drittelzahliger positiver elektrischer Elementarladung +⅓ e und das V oder Vohu Rishon, das elektrisch neutral ist. Die Namen Tohu (ungeformt, „wüst“) und Vohu (Bohu), Leere, stammen aus der hebräischen Genesis (siehe Tohuwabohu).
Alle Leptonen und alle Quarks bestehen aus drei Rishonen. Diese Gruppen von Triplets haben Spin-½. Es gibt folgende Kombinationen:
- TTT = Positron (Antielektron);
- VVV = Elektron-Neutrino;
- TTV, TVT und VTT = Up-Quark (mit drei Farben);
- TVV, VTV und VVT = Down-Antiquark (mit drei Farben).

Zu jedem Rishon gibt es das zugehörige Antiteilchen. Daraus folgen:
- TTT = Elektron;
- VVV = Elektron-Antineutrino;
- TTV, TVT, VTT = Up-Antiquark (mit drei Farben);
- TVV, VTV, VVT = Down-Quark (mit drei Farben).

Es dürfen dabei keine Rishonen zusammen mit Antirishonen auftauchen.
Das W+ boson = TTTVVV;
Das W− boson = TTTVVV.
Baryonenzahl (B) und Leptonenzahl (L) werden nicht erhalten, aber die Größe B−L ist eine Erhaltungsgröße.
Ein die Baryonenzahl verändernder Prozess (wie der Protonenzerfall) in diesem Modell wäre:

 u  +  u  →  d  +  e+

/|\   /|\   /|\   /|\

TTV + TTV → TVV + TTT
- Materie und Antimaterie sind im RM gleichverteilt.
- Höhere Generationen von Leptonen und Quarks werden als angeregte Zustände der ersten Generation angenommen.
- Masse (Physik) ist nicht erklärt.

Harari und Nathan Seiberg untersuchten auch eine dynamische Erweiterung des ursprünglichen Rishon-Modells mit einer Wechselwirkung durch die Eichgruppe {\displaystyle SU(3)_{H}\times SU(3)_{C}}. Dabei steht C für Color (Farbfreiheitsgrad) aus der üblichen Quantenchromodynamik und H für Hypercolor. Unterhalb der Confinement-Skala für Hypercolor bilden sich die gewöhnlichen Elementarteilchen (Quarks, Leptonen, W-Bosonen) des Standardmodells zusammengesetzt aus Rishonen (und Singlet-Zustände bezüglich Hypercolor) und es ergibt sich für diese eine effektive Wechselwirkung {\displaystyle SU(3)_{C}\times SU(2)_{L}\times SU(2)_{R}\times U(1)_{B-L}} (B ist die Baryonenzahl, L die Leptonenzahl in B-L und das Suffix R, L bei SU (2) bezeichnet chirale (rechts/links) Zerlegung). Dies entspricht der rechts-links-symmetrischen Erweiterung des Standardmodells. Die Differenz von Baryonen- und Leptonenzahl (B-L) ist erhalten, B und L für sich sind nicht erhalten. Die Einführung von Hypercolor erklärt auch, dass im Rishon-Modell nur Tripletts aus Rishonen oder Anti-Rishonen vorkommen, aber keine Mischungen, da jedem Rishon eine von drei Hypercolor-Farben zugeordnet wird (und den Anti-Rishonen eine Anti-Hypercolor-Farbe) und die sich ergebenden zusammengesetzten Teilchen unterhalb der Confinement-Skala farbneutral sind.

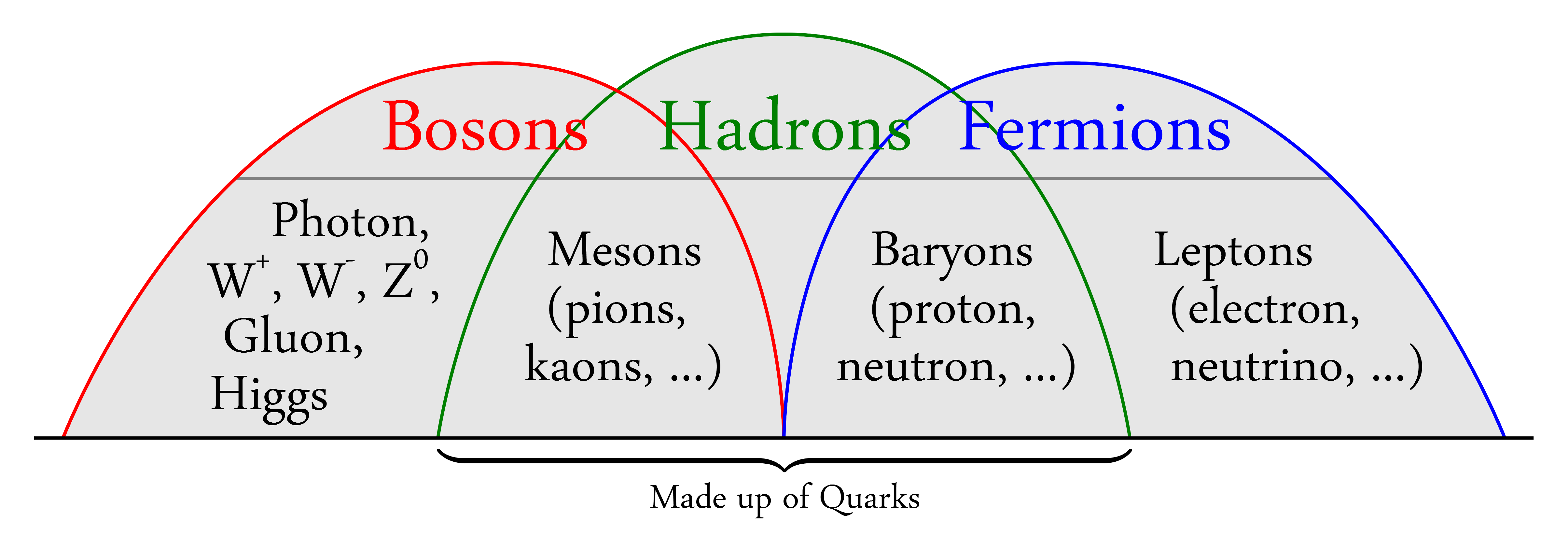
Fermionen bilden eine der beiden grundlegenden Klassen subatomarer Teilchen, die andere sind die Bosonen. Im Rishonen-Modell gibt es zwei fundamentale Fermionen: Fermionen T und V; und. Alle subatomaren Teilchen müssen entweder das eine oder das andere sein. Ein zusammengesetztes Teilchen (Hadron) kann je nach seiner Zusammensetzung in die eine oder die andere Klasse fallen.

Die schwache Wechselwirkung ist nach Harari möglicherweise ein Restwechselwirkungseffekt der Hypercolor-Kraft ähnlich molekularen Kräften in der Elektrodynamik oder der starken Wechselwirkung in der Quantenchromodynamik. Das {\displaystyle W^{+}}-Boson der elektroschwachen Wechselwirkung könnte sich dann als TTTVVV ergeben.
In der erweiterten Harari–Seiberg Version besitzen die Rishonen Farbe und Hyperfarbe, wodurch erklärt wird, wie die beobachteten Quarks und Leptonen zusammengesetzt werden können. Unter bestimmten Annahmen ist es möglich, zu zeigen, dass das Modell exakt drei Generationen von Quarks und Leptonen erlaubt.
In einem alternativen Rishonen-Model von Darvas und Farkas wurden zusätzliche Eigenschaften (Gerüche) eingeführt.

## Evidenz
Derzeit gibt es keine wissenschaftlich gesicherte Evidenz für die Existenz einer Substruktur innerhalb von Quarks und Leptonen. Aber es gibt keine tiefliegenden Gründe, die eine solche Substruktur bei kleineren Abständen ausschließen würde. 2008 hat Piotr Żenczykowski das Rishonen-Model ausgehend von einem nicht relativistischen O(6) Phasenraum abgeleitet. Solch ein Model basiert auf fundamentalen Prinzipien und Strukturen der Clifford-Algebra und erstellt das Rishonen-Model mit einer natürlichen Erklärung für sonst obskure und künstliche Eigenschaften. Friedrich Bestenreiner argumentiert, dass bereits die geringe Anzahl der Bausteine, im Vergleich mit dem Standardmodell, das Rishon-Model oder ähnliches nahelegt.

## In der Populärkultur
- In den Romanen zu den Skripten der Filme Star Trek II: Der Zorn des Khan[11] und Star Trek III: Auf der Suche nach Mr. Spock[12], schlägt Science-Fiction-Autorin Vonda McIntyre vor, dass der Genesis-Effekt eine Folge einer neu entdeckten, rishonartigen Substruktur der Materie ist.

- Der Science-Fiction-Autor James P. Hogan postuliert in seinem Roman Die Kinder von Alpha Centauri[13] explizit ein rishonartiges Modell bei der Entwicklung von Antimateriewaffen und Energiequellen.